# Setge de Viena (1683)
La batalla de Kahlenberg, o Segon Setge de Viena, va tenir lloc a Viena el 12 de setembre de 1683. El seu fracàs va marcar el començament del declivi de l'Imperi Otomà a Europa.

## Antecedents

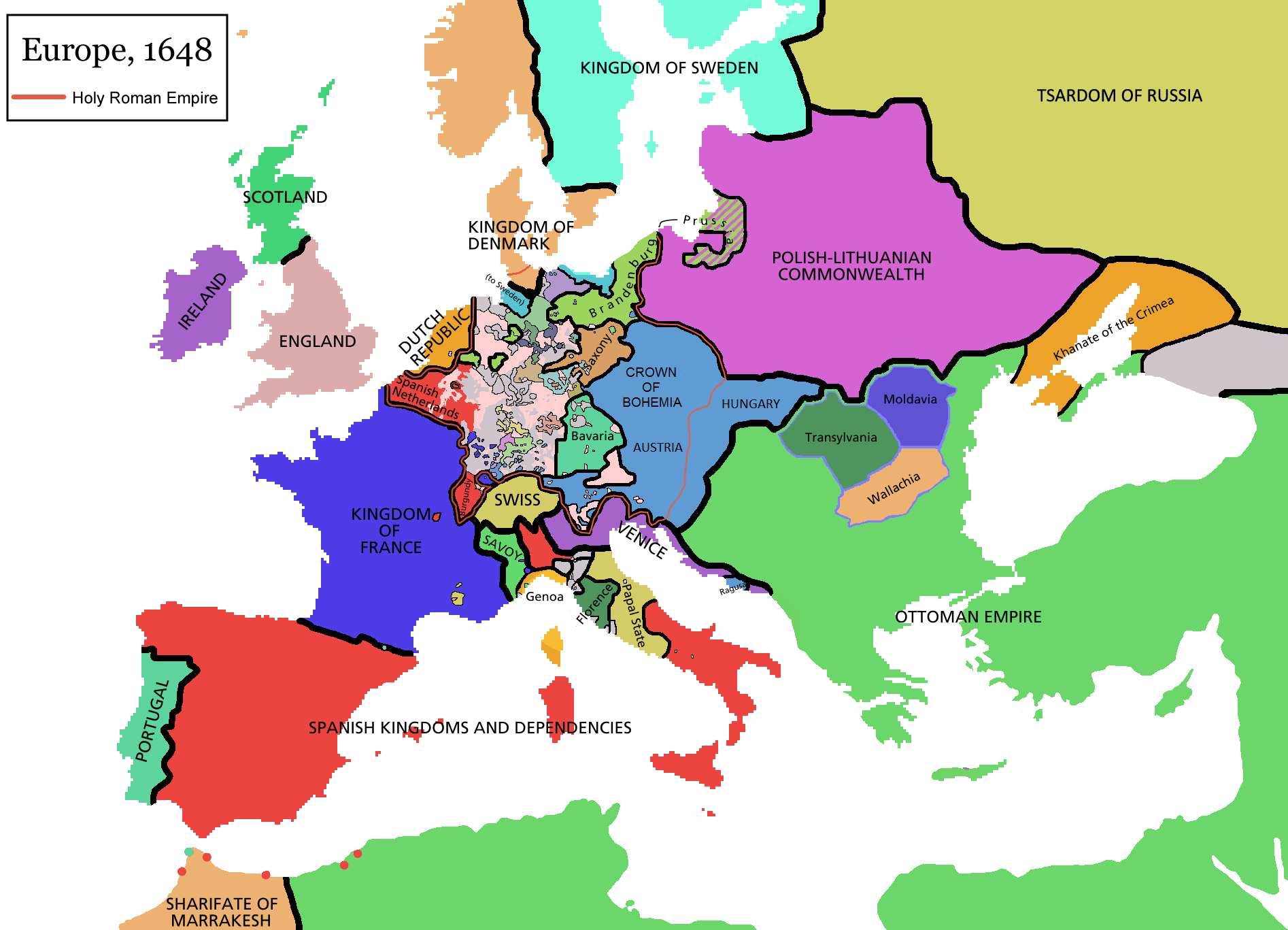
Mapa d'Europa després del Tractat de Westfàlia (s'inclou alguna frontera derivada del Tractat dels Pirineus de 1659)

Les conquestes otomanes a Europa van obtenir guanys significatius amb una victòria decisiva a la batalla de Mohács, que va fer que una tercera part del Regne d'Hongria quedés en mans otomanes. La Pau de Westfàlia en 1648 va deixar l'Imperi Austríac com a única possessió ferma de la Casa dels Habsburg al centre d'Europa, i els otomans assetjaven la capital imperial del Sacre Imperi.
En 1663, els otomans van endegar una desastrosa invasió d'Àustria, que finalitzà en la Batalla de Sant Gotard. La batalla va ser guanyada pels cristians, sobretot a través de l'atac de 6.000 soldats francesos dirigits per La Feuillade i Coligny. Els austríacs no van poder donar continuïtat a aquesta victòria, a causa de la intervenció de les forces franceses en el Rin, en aquestes circumstàncies, els aliats protestants dels Habsburg catòlics, que havien demostrat ser poc fiables, volien, en comptes de tenir als austríacs com a aliats, lluitar contra els francesos en una coalició alemanya. Per tant, els otomans van girar la seva atenció al nord de nou en contra de la Confederació lituano-polonesa. En aquell moment, el Regne lituano-polonès es trobava en un estat lamentable: el Sejm havia dividit les lleialtats i el tresor estava en fallida. Per tant, és notori destacar que Joan III Sobieski del polonesos aconseguís una decisiva victòria contra els otomans en la segona batalla de Khotyn.
L'Imperi Otomà va proporcionar assistència militar als hongaresos i a les minories no catòliques a la Hongria ocupada pels Habsburg, on el malestar generalitzat s'havia convertit en una rebel·lió oberta contra el suport de Leopold I als principis de la Contrareforma i el seu desig d'esclafar el protestantisme. El 1681, els protestants i altres forces anti-Habsburg Kuruc, dirigides per Imre Thököly, es van reforçar amb un important contingent militar dels otomans, que en 1682 van reconèixer Thököly com a rei de l'"Alta Hongria", que abans havien pres als Habsburg i va imposar condicions per renovar la Pau de Vasvár que expirava el 1684; Els enfrontaments entre les forces d'Imre Thököly i el Sacre Imperi Romanogermànic es van intensificar i les incursions de les forces dels Habsburg al centre d'Hongria van proporcionar l'argument crucial del gran visir Kara Mustafa Pasha per convèncer Mehmed IV per permetre el moviment de l'exèrcit otomà. L'exèrcit otomà es va mobilitzar el 21 de gener de 1682 i es va declarar la guerra el 6 d'agost de 1682.

## El setge

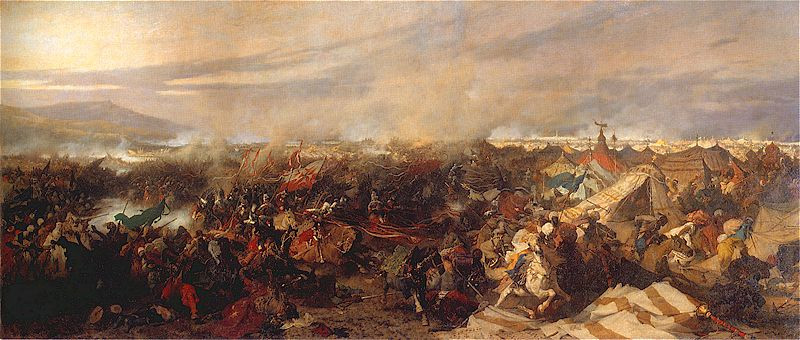
Batalla de Viena Wiedniem Brandt, 1683.

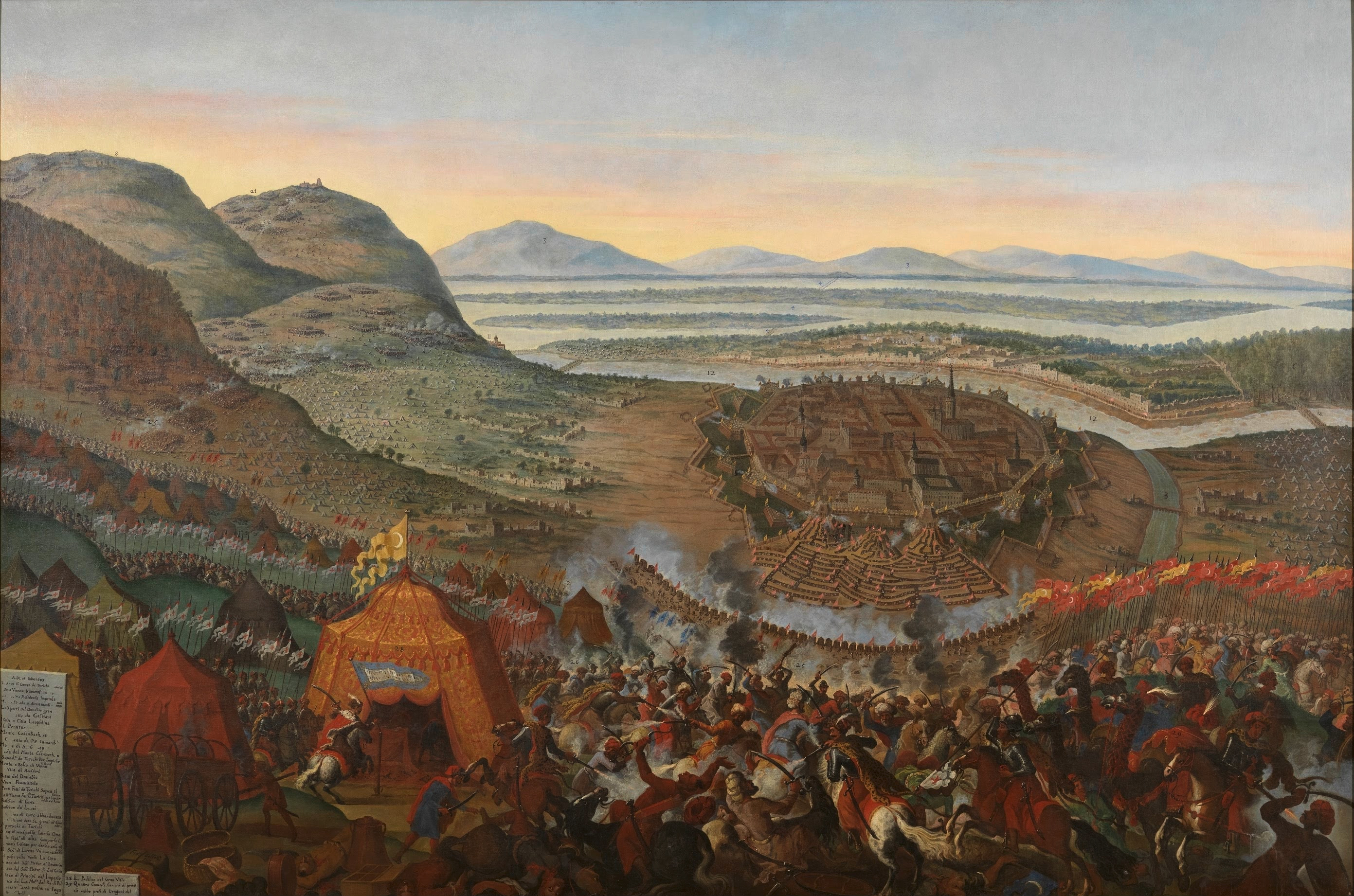
Batalla de Viena el 12 setembre 1683.

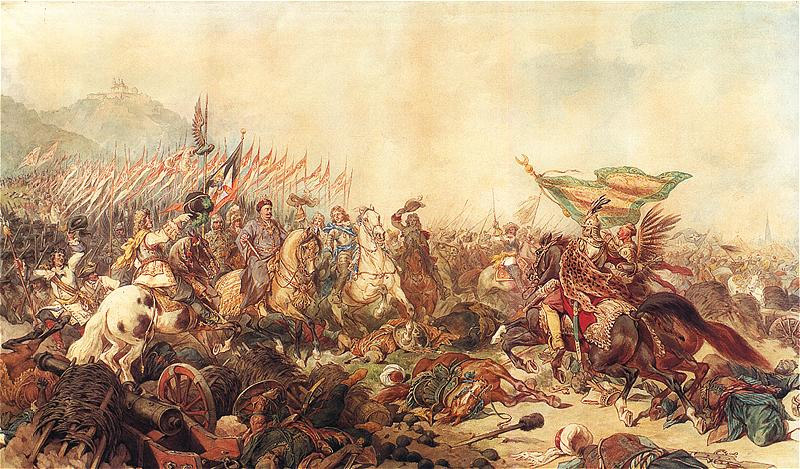
Sobieski a Viena per Juliusz Kossak

Uns 150.000 soldats otomans, al comandament del visir Kara Mustafà, pretengueren conquerir la ciutat com a porta de la conquesta de tota l'Europa Central. El setge fou iniciat pel gran visir Kara Mustafà, que necessitava desesperadament un èxit militar per reforçar la seva posició inestable. Va esperar aconseguir-ho en una campanya contra l'emperador Leopold I, que estava distret amb les amenaces de Lluís XIV de França. Els turcs, avançant amb una força aclaparadora, havien reunit el major exèrcit musulmà des dels temps de Saladí. Assetjaren la ciutat el 16 de juliol, però la seva manca d'artilleria de setge i la ferotge resistència de la ciutat van permetre a Leopold demanar al Papa reunir un exèrcit. I així va ser, el Papa va fer crides per fer una croada, aquesta vegada per defensar una ciutat cristiana, Viena.
El 12 de setembre una coalició de reis i prínceps de nacions cristianes: Joan III Sobieski (o Jan III Sobieski), rei de Polònia, liderava la coalició, el Marcgravi Lluís Guillem de Baden-Baden, anomenat Türkenlouis (Lluís el Turc), el duc Carles V de Lorena i molts altres prínceps, generals i ministres alemanys, polonesos i austríacs, juntament amb voluntaris italians, van acudir en defensa de Viena bé amb tropes, o només amb aportació monetària. Per contra, Lluís XIV de França, havia donat suport l'atac turc contra el cor d'Europa.
Les tropes cristianes tenien la meitat d'efectius que els turcs i pràcticament no comptaven amb artilleria. Amb tot, l'alt comandament turc no considerà les tropes de socors com una amenaça i no ordenà a les seves tropes situar-se en formació de batalla, cosa que costà el cap al general pocs dies després. Aprofitant aquest fet els aliats van llançar una càrrega de cavalleria fulminant sobre les tropes turques.
La batalla va ser violentíssima i breu, desenvolupant-se la major part d'ella dins el campament otomà i a les trinxeres. En poques hores els turcs van patir unes 20.000 baixes, fugint una part considerable d'ells. Viena no havia caigut en poder otomà.
Viena ja havia estat alliberada del setge turc per Carles V del Sacre Imperi Romanogermànic el 1529 i la batalla de Lepant havia detingut l'avanç turc per la Mediterrània el 1571. Però a mitjans del segle xvii, la dinastia dels Köprülü havia guerrejat contra una cansada Venècia i havia penetrat en les extenses regions de l'orient europeu. Per això, la Batalla de Kahlenberg va suposar un abans i un després en la història europea. Es va oposar al poder de l'Imperi Otomà, el qual ja no s'estendria més. A poc a poc l'Arxiducat d'Àustria, el Regne d'Hongria, el Tsarat Rus i Polònia anirien recuperant els seus territoris perduts.

## Conseqüències
Els regnes cristians s'uneiren format la Santa Lliga. Finalment les conquestes cristianes obligaren als otomans a signar el Tractat de Karlowitz que marcà l'inici del replegament otomà als Balcans.
Segons alguns historiadors si Viena hagués estat conquerida el 1683 hauria suposat un pas enorme per a la possible conquesta de la resta d'Europa per part de les forces islàmiques, tot i que amb tota seguretat això seria ja impracticable a causa de la inferioritat militar i tecnològica de l'Islam respecte a Europa. Per l'església cristiana de l'època va suposar un important triomf.

## Curiositats

### Popularització del café a Europa
Els turcs en retirar-se sota les ordres del gran visir Kara Mustafa, van deixar enrere un gran botí, que incloïa tendes de campanya, bous, camells, i aproximadament 500 sacs de grans de cafè. Aquest cafè era desconegut per als vienesos i, al principi, no sabien què fer amb ell. Tanmateix, un home anomenat Jerzy Franciszek Kulczycki, que havia viscut entre els turcs i havia servit d'espia per als austríacs, coneixia el valor del cafè. Va demanar els sacs com a recompensa pels seus serveis i va obrir un dels primers cafès de Viena. Així el café, va començar a popularitzar-se a Europa, contribuint a la cultura del cafè que coneixem avui.

### Origen del croissant
Segons una tradició verbal, no escrita, per celebrar la victòria sobre els otomans, es diu que els forners vienesos van crear un nou tipus de pa amb forma de mitja lluna simbolitzant la lluna creixent (croissant) que apareix a la bandera otomana. Tot i que el brioix no pot tenir origen francès ja que Lluís XIV de França, havia donat suport l'atac turc contra Viena, es va convertir, amb el nom francès de croissant, en un símbol de la victòria sobre els turcs.